# Hematozoário
Hematozoário ou hemoparasita são termos gerais que englobam parasita que vivem na corrente sanguínea dos animais, principalmente protozoários. Exemplos bem conhecidos incluem o plasmodium e os tripanossomas, mas um grande número de espécies são conhecidas por infectar aves e são transmitidos por artrópodes.